# Реппенштедт
Реппенштедт (нім. Reppenstedt) — громада в Німеччині, розташована в землі Нижня Саксонія. Входить до складу району Люнебург. Складова частина об'єднання громад Геллерзен.
Площа — 14,78 км2. Населення становить 7606 ос. (станом на 31 грудня 2021).